# Kabang
Kabang (em tailandês: กาบัง) é um distrito da província de Yala, no sul da Tailândia.

## História
O nome Kabang é de origem malaia.[carece de fontes?]
A área do distrito de Kabang foi desmembrada do distrito de Yaha para criar um distrito menor em 1 de abril de 1991. O subdistrito ganhou autonomia e passou a ser um distrito da província em 11 de outubro de 1997.